# جیمز کاستلی
جیمز کاستلی (انگلیسی: James Costley; Quarter 1 1862 – ۱۹۳۱ (۶۸−۶۹ سال)) بازیکن فوتبال اهل بریتانیا بود.
از باشگاه‌هایی که در آن بازی کرده‌است می‌توان به باشگاه فوتبال اورتون اشاره کرد.